# Ishigeales
Ishigeales é uma ordem de macroalgas marinhas da classe Phaeophyceae (algas castanhas) que na sua presente circunscrição taxonómica inclui duas famílias: Ishigeaceae e Petrodermataceae. O género Diplura está incluído na ordem, mas por ora sem família atribuída.

## Taxonomia e sistemática
A ordem Ishigeales integra a subclasse monotípica Ishigeophycidae.